# Юліус Петерсен
Юліус Пітер Христіан Петерсен (16 червня, 1839, Соро на Зеландії — 5 серпня, 1910) — данський математик.

## Біографія
Інтереси Петерсена в математиці були різноманітні (геометрія, комплексний аналіз, теорія чисел, математична фізика, математична економіка, криптографія і теорія графів).
Його відома праця Die Theorie der regulären graphs була фундаментальним внеском в сучасну теорію графів.